# Ricardo Puente y Brañas

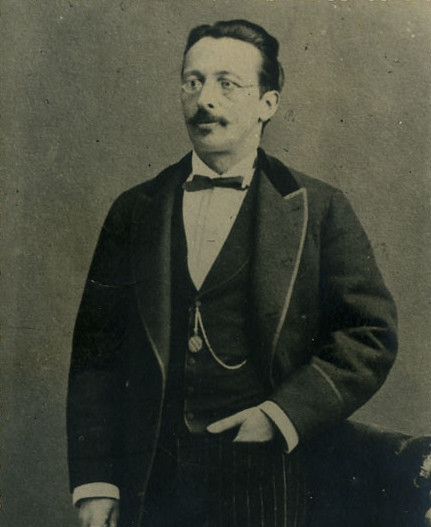
Retrato de Ricardo Puente y Brañas

Ricardo Puente y Brañas (La Coruña, 18 de enero de 1835-12 de septiembre de 1880) fue un periodista y dramaturgo español.

## Biografía
Nació en la ciudad gallega de La Coruña el 18 de enero de 1835. En su juventud  fue redactor de publicaciones periódicas como El Iris de Galicia, El Defensor de Galicia, El Clamor de Galicia, La Bandera de Galicia, La Gaita Gallega o El Tarraconense, entre otras. Más tarde se trasladó a Madrid, donde fue redactor de El Mosquito (1865) y El Cronista (1875). Fue autor de numerosas obras de teatro y desempeñó diversos cargos públicos: gobernador civil de León y Alicante. Hijo de Mª Agustina de Brañas y del procurador Francisco de Puente y Freire, fue hermano del también escritor José Puente y Brañas. Falleció el 12 de septiembre de 1880.